# Alex Kabinda Ngoy
Alex Kabinda Ngoy né le 7 avril 1972 à Kikwit au Zaïre, est un juriste et professeur d'université congolais.

## Biographie et études
Alex Kabinda Ngoy né en 1972, est le fils de procureur général  Floribert Luwongi Kabinda Ngoy. Il commence ses études à Kalemie, la capitale de la province du Tanganyika, à l'école primaire Saint Louis (actuelle école Maendeleo). Il fait ses études secondaires à Scientific Lubuye.
Il fait des études à l'internat de Luska à Moba, avant d'obtenir le diplôme d'État de latin philo à l'Institut Ima Kafabu de Lubumbashi. Il obtient son diplôme en droit privé et judiciaire de l'Université de Kinshasa, puis son doctorat en droit de la propriété intellectuelle de l'Université catholique de Louvain-La-Neuve en Belgique. Tout en faisant sa formation doctorale, il a également obtenu une maîtrise en droit économique de la même université.

## Parcours professionnel

### Avocat
Alex Kabinda Ngoy est avocat en Belgique et en République Démocratique du Congo depuis 2000. Son cabinet d'avocat est basé à Kinshasa,,. Il est avocat et membre du barreau de Lubumbashi depuis 2000. Il est également membre associé du Barreau de Bruxelles ainsi qu'agent congolais des mines et carrières. Il travaille comme président de l'association du Barreau du Tanganyika (en) depuis 2018.

### Enseignant
Alex Kabinda Ngoy travaille comme professeur de droit à l'Université Catholique du Congo, à l'Université de Kinshasa, à l'Université de Kalemie et à l'Université Protestante du Congo. Il y enseigne le droit commercial, le droit des affaires, et le droit des sociétés,,.

### Autres travaux
Alex Kabinda Ngoy est le fondateur et l'associé du cabinet Étude / Advocates DRC, fondé le 10 novembre 2018,, rédacteur en chef des codes Larcier de la République Démocratique du Congo. Il est membre de l'Institut euro-africain de droit économique (INEADEC), ainsi que membre et président du centre de recherche sur la démocratie et le développement du droit africain (Credda)

## Publications
En 2010, ses 8 ouvrages se retrouvent dans 14 publications en français et 14 fonds de bibliothèque répertoire WorldCat, parmi lesquelles deux sont indispensables :
- Les Codes Larcier : République démocratique du Congo
- Droit civil et judiciaire

## Parcours politique
Alex Ngoy est candidat à l'élection du gouverneur du Tanganyika qui s’est tenu le 6 mai 2022. En collaboration avec Maître Emmanueli Kahaya Mwehu, il fonde Tanganyika Union Development (TUD) »,,.